# Krzysztof Fedorowicz (pisarz)

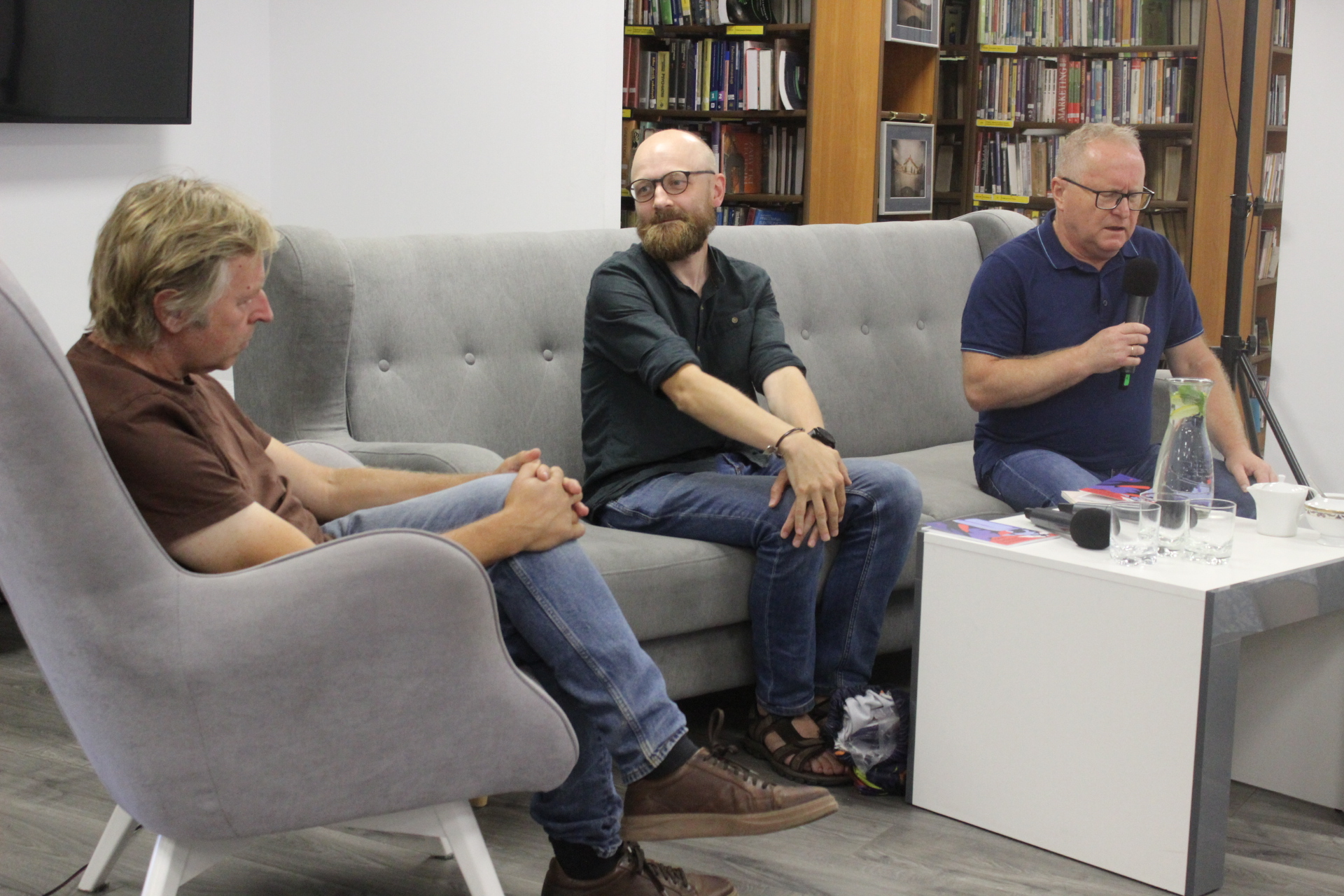
Krzysztof Fedorowicz Jan Baron, Karol Maliszewski

Krzysztof Fedorowicz (ur. 1970 w Zielonej Górze) – polski pisarz, poeta, dziennikarz.

## Życiorys
Mieszka w Zielonej Górze. Studiował filologię klasyczną oraz marketing. Zawodowo zajmuje się winiarstwem – prowadzi własną winnicę w Łazie. Jego publikacje odnaleźć można w periodykach „Twórczość” i „Odra”. Jest laureatem licznych konkursów literackich. Dorobek literacki Fedorowicza obejmuje między innymi Martwą naturę (1998), Imiona własne (2000), Grünberg (2012).
Jest jednym z założycieli Fundacji Tłocznia, która za cel postawiła sobie promowanie winiarskiego oblicza Zielonej Góry.
W 2021 roku jako pierwszy Lubuszanin został finalistą Nagrody Literackiej Nike za powieść Zaświaty. Czterokrotny laureat Lubuskiego Wawrzyna Literackiego (1994, 2000, 2012 i 2021). W 2025 nominowany do Nagrody Poetyckiej im. Kazimierza Hoffmana „Kos” za tom Zimowe cięcie winorośli.